# Andruckskala

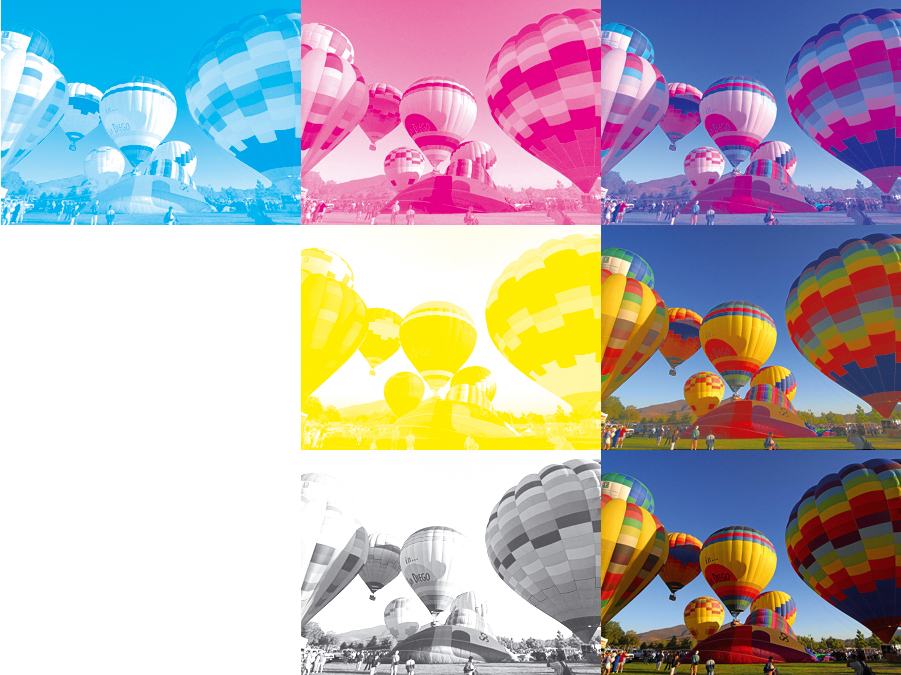
Obere Reihe: C, M, C+M
Mittlere Reihe: Y, C+M+Y
Untere Reihe: K, C+M+Y+K

Andruckskala ist ein Fachbegriff aus der Druckindustrie. Sie dient dem Drucker an der Fortdruckmaschine als Anhalt zum Abstimmen, um ein möglichst ähnliches Druckergebnis zu erzielen. Eine Andruckskala ist zwingend erforderlich, wenn der Fortdruck auf einer Ein- oder Zweifarbenmaschine gefertigt wird.
Dabei handelt es sich um bei einem Andruck hergestellte Einzel- und Zusammendrucke der verschiedenen Prozessfarben CMYK. Bei einem Vierfarbdruck besteht eine Andruckskala aus den vier einzelnen Farbauszügen sowie drei Zusammendrucken: Cyan (C), Magenta (M), Zusammendruck C + M, Yellow (Y), Zusammendruck C + M + Y, Schwarz (K), Zusammendruck C + M + Y + K.